# Uwe Knietsch
Uwe Knietsch (* 1965 in Wiesbaden) ist ein deutscher Aktionskünstler.

## Leben
Uwe Knietsch machte in der Schulzeit schon Aktionen, die über freie Kunstprojekte und die ‚illegale‘ Belegung von Studiengängen der Philosophie, Politologie, Geschichte und Kunst, nach einer Ausbildung zur Dialogregie, zu den ersten öffentlich beachteten Arbeiten führten. Er lebt seit 1974 in München.

## Werke und Aktionen (Auswahl)
- Das Buch, das nie geschrieben wurde (1987) Neuauflage 2009, ISBN 978-3-9813001-1-6.:

Das Buch, das nie geschrieben wurde ist ein Buch mit leeren Seiten, zunächst als Einzelkunstwerk geschaffen, hat seit 2009 ein Vorwort und eine Einleitung. In dieser Fassung wurde es auch im Regulären Handel verkauft. Die erste Fassung dieses Buchs ist auf Ausstellungen zu sehen, wogegen die Zweitausgabe 1987 im Rahmen einer „öffentlichen Hinrichtung“ eines Buches auf dem Königsplatz in München standrechtlich erschossen wurde. Uwe Knietsch bezog sich mit dieser Aktion auf die Vernichtungen von Büchern, Aufzeichnungen und Geschichten in der Geschichte der Menschheit und schloss alle Werke mit ein, die nie entstehen konnten. Auch verfälschte Werke gehören zu den symbolisch negierten Büchern, wie auch zensierte Texte, Bild-, Ton-, Datendokumente und Kommentare. 2008 folgte die letzte „Hinrichtung“ einer Ausgabe des Buches im Rahmen der Gedenkveranstaltung zum 75. Jahrestag der Bücherverbrennungen durch die Nazis, als Vorspiel zu einer Reminiszenz des Künstlers an Ray Bradburys „Fahrenheit 451“ ebenfalls in München, durch die Erschießung mit einem M16-Sturmgewehr. Die dritte Phase der Kunstaktion war die Herausgabe des Buches als „Popularauflage“, wie Uwe Knietsch es nennt, um es als realen Platzhalter für all die symbolisch vertretenen Werke und als stetige Erinnerung in jedem Bücherregal vorzuhalten. Der Künstler selbst versteht sich eher als Herausgeber oder „executive producer“ denn als Autor.
- Vergessene Bücher (2009):

Vergessene Bücher ist eine Aktion, die bis in die Gegenwart andauert und mit Robert Louis Stevensons Prinz Otto (engl. Originaltitel: Prince Otto, 1885) auf der Frankfurter Buchmesse 2009 begann. Das bis dahin nicht in die Deutsche Sprache übersetzte Werk wurde von Uwe Knietsch in einer ersten Übersetzung an Studenten der Literaturwissenschaften ausgegeben. Der Künstler hielt den weniger erfolgreichen Roman für bisher verkannt und möchte ihn vor dem „Vergessen“ bewahren. Prinz Otto ist 2012 in größerer Auflage im Cybertrix Verlag ISBN 978-3-9813001-2-3 erschienen.
- Geldsäcke (2007):

Geldsäcke ist eine Aktion, in der Schaufensterpuppen in Geldsäcke gekleidet wurden, die, als Ausstellungsbesucher getarnt, als 'echte Geldsäcke' entscheiden, was gefragt ist. „Dies führt durch das damit untrennbar verbundene Medieninteresse zur wiederholten Multiplizierung der Darstellung in der Öffentlichkeit bis hin zur quälenden Penetration und trägt so multiplizierend zur stetig wachsenden immer einheitlicher wirkenden Bilderflut bei.“ (Künstler) Die vierte Installation ist seit 2007 der öffentlichen Verwitterung preisgegeben.
- Faltbildautomat und Dosenkunst:

Die Aufstellung von Kunstautomaten wurde erstmals 1994, in denen normierte und individuelle Unikate zum Kauf angeboten wurden, begonnen. Das Material und die Herstellung der Kunstwerke überstiegen jedoch die Abgabepreise erheblich, so dass der Kommentar zum Kunstkommerz zum Kultobjekt selbst wurde.
- Abwrackprämie für Kunst (Februar bis September 2009):

Kunstwerke konnten gegen Verrechnung einer vorher auf ein zu erwerbendes neues Kunstwerk +100 % aufgeschlagenen Summe einer Abwrackprämie in Zahlung gegeben werden.
- combat-Bepflanzung:

Von 1979 bis 1980 und 1984 bis 1987 wurden kahle Aufzugschächte und Wände wurden nachts in Großstädten mit wildem Efeu und Wein bepflanzt.
- Kunstfreier Raum seit 2005:

- Video – ich sehe:

Es war raumfüllende Installation mit optischen und akustischen Effekten.

## Arbeitsfelder
Mit der Fotografie begann er bereits 1978 durch die Natur zurückeroberte Architektur festzuhalten.
Diese Eindrücke führten in der Folge zu einer Reihe unerlaubter Bepflanzungsaktionen hoher Aufzugschächte in München, die er mit einigen dann zugestoßenen Graffitikünstlern bis in die 80er Jahre fortsetzte, die er zunächst noch nicht als künstlerische Aktionen verstand.
Mit seinen Zeichnungen, Aquarellen, Öl- und Acrylbildern begann er 1981 neben Porträts auch die ersten Kunstaktionen planerisch festzuhalten. Mit den Skizzen und dem Drehbuch zu seinem ersten Kurzfilm „Somewhere New“ (1986) entstand der planerische Entwurf in einer Nachtaktion einen mit einer sechs Meter großen in volle Blüte stehende Weide bepflanzten Porsche auf einem exponierten Platz in München, der ihn durch seine Tristesse quälte, bis zu den Türen einzugraben. Diese Aktion führte er trotz abgeschlossener Vorbereitungen jedoch nicht aus, da sich kurz vor der Umsetzung eine Interessengruppe gründete, die sich mit der Stadt ins Benehmen setzte, den Platz parkähnlich umzugestalten. Im Rahmen der Umwidmung des bepflanzen Sportwagens, entstand der Begriff der „positivistischen Geuerillataktik“, mit der Knietschs Aktionen beschrieben werden. Sowohl bei seinen Kunstautomaten (z. B. Faltbildautomat) als auch bei seinen Musikvideos, mit denen er 1985 begann (von „King of Reggae“ bis „shakira’s dance“), setzte sich dieses Profil durch. Neben eher handwerklichen Arbeiten wie die graphische Gestaltung von Plakaten und Titelseiten sowie Buchillustrationen (z. B. „Das Yoga Jahr“ 2006), setzt er auch bei seinen jüngeren Arbeiten wie die „Geldsäcke“ und „Der Kunstfreie Raum“ immer wieder neue Akzente mit der „Begegnung in der Realität mit der Wirklichkeit“, die er 1992 bei einer Ausstellungseröffnung zum ersten Mal proklamierte.

## Ausstellungen
- Galerie am Gärtnerplatz/München 1991 – Werkschau
- Dauerausstellung: „Galerie unArt“ 1991–1993 in Baldham/Vaterstetten bei München
- Lokschuppen Rosenheim 1993 – Rauminstallation
- Kulturzentrum Messestadt München 2007 – Bilder, Fotos, Computergrafiken, Skulpturen und Installationen (1984 bis 2007)[1][2][3]